# Lotononis strigillosa
Lotononis strigillosa är en ärtväxtart som först beskrevs av Hermann Merxmüller och Annelis Schreiber, och fick sitt nu gällande namn av Annelis Schreiber. Lotononis strigillosa ingår i släktet Lotononis och familjen ärtväxter. Inga underarter finns listade i Catalogue of Life.